# Tramway de Parla
Le tramway de Parla (en espagnol : Tranvía de Parla) est un système de transports collectifs en site propre de type tramway desservant la ville de Parla, dans la communauté de Madrid.
Le réseau se compose d'une ligne circulaire unique, comportant quinze stations et parcourue par des rames Alstom Citadis 302.
Il s'agit du premier tramway mis en service dans la communauté de Madrid.

## Historique
Le tramway est mis en service le 6 mai 2007 sur une première section de 4,7 km comprenant 9 stations entre "Plaza de Toros" et "Parque de Parla".
Une deuxième section est mise en service le 31 août suivant entre les stations "Avenida del Sistema Solar" et "Polígono Industrial Ciudad de Parla" portant la longueur de la ligne à 7,5 km .
Le reste de la ligne est ouvert le 22 mai 2008. Il s'agit de deux tronçons isolés, un au nord et l'autre au sud fermant de ce fait la boucle.

## Réseau actuel

### Aperçu général
Le réseau comprend une seule ligne en boucle, construite à l'écartement standard et équipée d'une voie unique avec une section à double voie entre les stations "Avenida del Sistema Solar" et "Poligono Industria" .
Le garage-atelier est situé au nord de la ligne à proximité de la station "Parla Norte" : il comprend le dépôt et l'atelier de maintenance avec cinq voies couvertes, ainsi qu'un faisceau de garage de six voies.

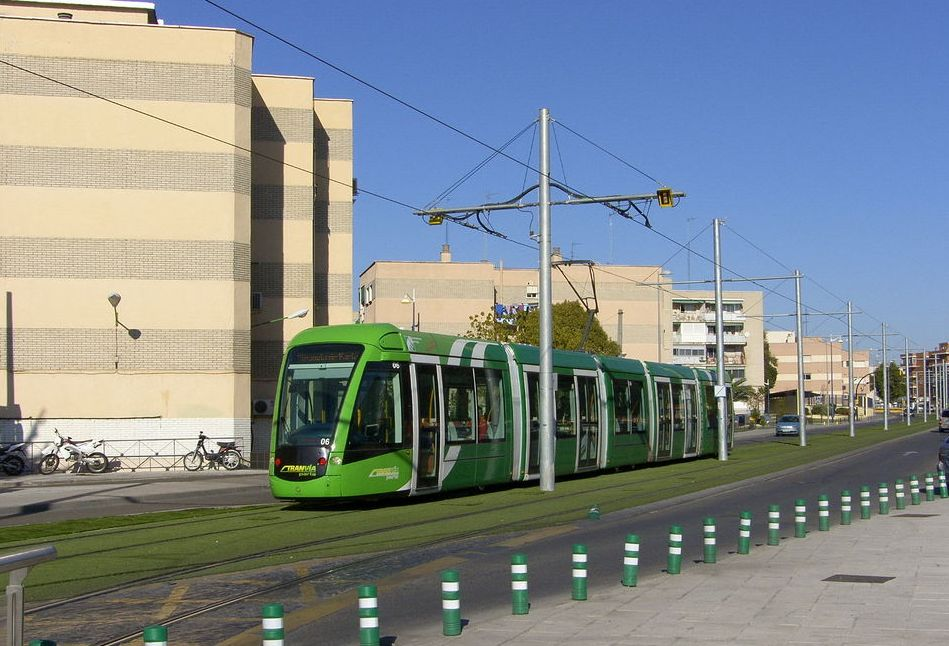
Une rame en circulation.
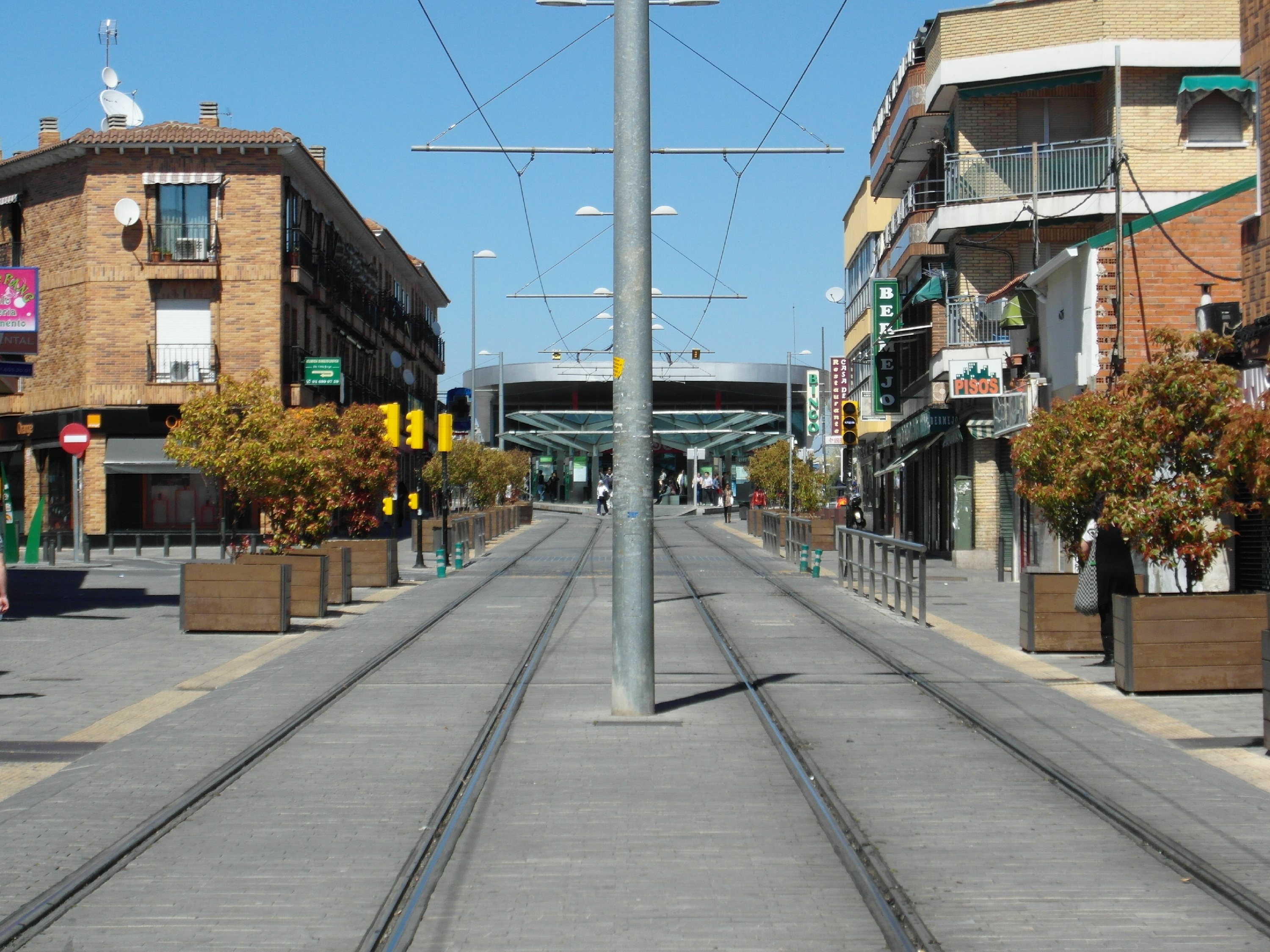
Une section à double voie.
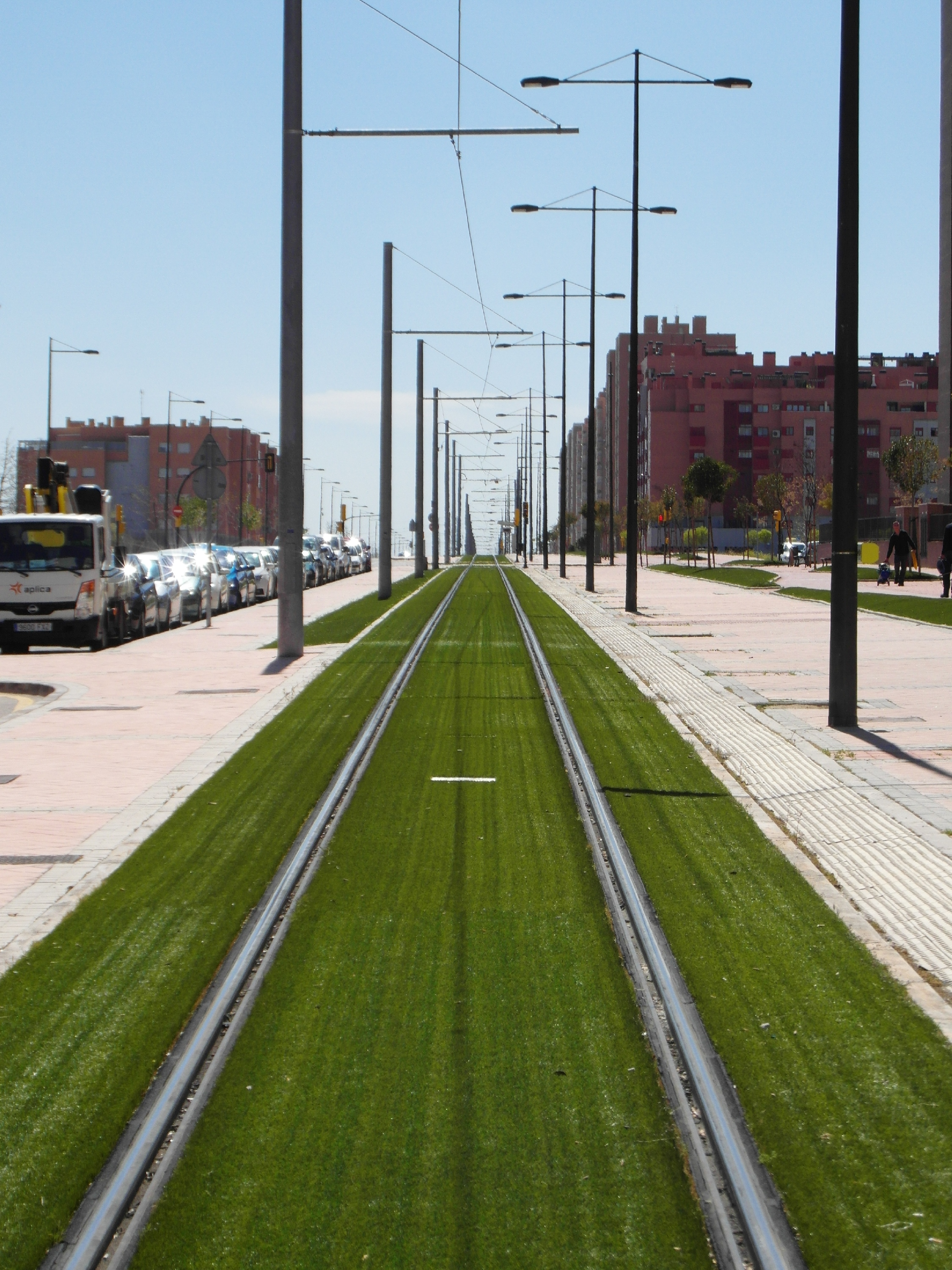
Une section à voie unique.

### Matériel roulant
La ligne est exploitée au moyen de 9 rames Alstom Citadis 302 à 5 éléments. Elles sont de couleur verte et numérotées de 01 à 09.